# エヴァン・レイチェル・ウッド
エヴァン・レイチェル・ウッド（Evan Rachel Wood, 1987年9月7日 - ）は、アメリカ合衆国の女優。

## 来歴

### 生い立ち
ノースカロライナ州ローリー出身にてユダヤ教徒の両親のもとに生まれる。父親のアイラ・デヴィッド・ウッド3世は俳優兼舞台監督、母親のサラ・リン・ムーアは女優。2人の兄がおり、デーナはミュージシャン、アイラは俳優をしている。叔父のキャロル・ウィンステッド・ウッドはプロダクションデザイナー。幼い頃から父親が主宰する舞台に出演していた。

### キャリア
1994年の映画『インタビュー・ウィズ・ヴァンパイア』でキルスティン・ダンストと少女クローディア役を最後まで競い合うが、役を得られずに終わった。その後はテレビドラマなどに出演した。1997年に両親が離婚し、母親と兄（アイラ）と共にロサンゼルスへ引越す。1998年に『ウィズ・ユー』で映画デビューする。
2003年に多感な13歳の少女を演じた『サーティーン あの頃欲しかった愛のこと』が批評家の高い評価を受け、ゴールデングローブ賞 主演女優賞 (ドラマ部門)や全米映画俳優組合賞主演女優賞などにノミネートされ、一躍ハリウッド期待の若手女優となる。
2007年公開のビートルズの楽曲を扱ったミュージカル映画『アクロス・ザ・ユニバース』ではヒロインを演じ、翌年公開のヴェネツィア国際映画祭金獅子賞を受賞した『レスラー』ではミッキー・ロークの娘役を演じた。

### 私生活
15歳で高校を卒業。テコンドーの黒帯を取得している。
グリーン・デイのミュージック・ビデオで共演したのをきっかけに、俳優のジェイミー・ベルと交際していたが1年ほどで破局。その後、2007年から19歳年上のミュージシャンマリリン・マンソンのボーカル、マリリン・マンソンと交際を始め、マンソンと共にミュージック・ビデオ『Heart-Shaped Glasses』に出演。マンソンとの交際をはじめてから、地毛の金髪を黒く染めるなどメイクや服装も変わったため、コラムニスト達はウッドがマンソンの前妻ディタ・フォン・ティースに似てきていると指摘した。2009年1月に婚約したと報じられたが、最終的に破局した。2021年2月1日にマンソンから長年に渡る洗脳や虐待被害を受けていたと告発した。
その後ジェイミー・ベルと復縁し、2012年10月、結婚した。2013年7月には男児を出産した。しかし2014年5月、ウッドとベルは別居を公表した。
また、ジェイミーと結婚する以前には、理想の恋人について「すてきな男性でもいいし、すてきな女性でもいい。どちらでも構わない」と、自身がバイセクシュアルである事をカミングアウトしている。最近では、『Lの世界』の女優キャサリン・メーニッヒと交際、11月には破局したと報道された。
2020年1月26日、コービー・ブライアントが不慮の事故で亡くなった時、ブライアントの遺族に哀悼の意を示しつつも「彼はスポーツ界のヒーローだった。彼はレイピストでもあった。こういう事実は同時に存在しうる」とtwitterで発言。しかし批判も大きくまもなくしてtwitterアカウントを非公開にした。なおブライアントは2003年に当時19歳だった女性のレイプ容疑で逮捕されたが、女性は複数人の男性と関係していた事が明らかになり、女性自ら証言を取り下げている。。

## フィルモグラフィー

### 映画
| 公開年 | 邦題 原題                                                   | 役名                                 | 備考                                                    |
| ------ | ----------------------------------------------------------- | ------------------------------------ | ------------------------------------------------------- |
| 1998   | ウィズ・ユー Digging to China                               | ハリエット・フランコヴィッツ         |                                                         |
| 1998   | プラクティカル・マジック Practical Magic                    | カイリー・オーウェンス               |                                                         |
| 2002   | ひみつの番人 Little Secrets                                 | エミリー・リンドストローム           |                                                         |
| 2002   | シモーヌ S1m0ne                                             | レイニー・クリスチャン               |                                                         |
| 2003   | ミッシング The Missing                                      | リリー・ギルクソン                   |                                                         |
| 2003   | サーティーン あの頃欲しかった愛のこと Thirteen              | トレイシー・フリーランド             | ゴールデングローブ賞 主演女優賞（ドラマ部門）ノミネート |
| 2005   | ママが泣いた日 The Upside of Anger                          | ラベンダー・“ポパイ”・ウルフマイヤー |                                                         |
| 2006   | アステリックスとヴァイキング Asterix and the Vikings        | アバ                                 | 声の出演 英語版                                         |
| 2006   | ハサミを持って突っ走る Running with Scissors                | ナタリー・フィンチ                   |                                                         |
| 2006   | ダウン・イン・ザ・バレー Down in the Valley                 | トーブ                               |                                                         |
| 2007   | カリフォルニア・トレジャー King of California               | ミランダ                             |                                                         |
| 2007   | アクロス・ザ・ユニバース Across the Universe                | ルーシー                             |                                                         |
| 2007   | ダイアナの選択 The Life Before Her Eyes                     | 高校生の頃のダイアナ・マクフィー     |                                                         |
| 2008   | レスラー The Wrestler                                       | ステファニー                         |                                                         |
| 2009   | 人生万歳! Whatever Works                                    | メロディ                             |                                                         |
| 2010   | 声をかくす人 The Conspirator                                | アンナ・サラット                     |                                                         |
| 2011   | スーパー・チューズデー 〜正義を売った日〜 The Ides of March | モリー・スターンズ                   |                                                         |
| 2013   | バレット・オブ・ラヴ Charlie Countryman                     | ガブリエル・イバネスク               |                                                         |
| 2013   | ウソはホントの恋のはじまり A Case of You                    | バーディ                             | 日本公開は2016年                                        |
| 2015   | スイッチ・オフ Into the Forest                              | エヴァ                               |                                                         |
| 2018   | 詩季織々                                                    | イリン                               | 日中合同制作のアニメ映画 英語版音声                     |
| 2019   | アナと雪の女王2 Frozen II                                   | イドゥナ王妃                         | 声の出演                                                |
| 2020   | さよなら、私のロンリー Kajillionaire                        | オールド・ドリオ・ダイン             |                                                         |

### テレビドラマ
| 放映年    | 邦題 原題                                        | 役名                         | 備考                                |
| --------- | ------------------------------------------------ | ---------------------------- | ----------------------------------- |
| 1998-1999 | プロファイラー/犯罪心理分析官 Profiler           | クロエ・ウォーターズ         | 計6話出演                           |
| 2002      | ザ・ホワイトハウス The West Wing                 | ホーガン・クレッグ           | 第3シーズン第19話「誰かが見ている」 |
| 2003      | CSI:科学捜査班 CSI: Crime Scene Investigation    | ノーラ・イーストン           | 第3シーズン第12話「捨てられた目」   |
| 2009-2011 | トゥルーブラッド True Blood                      | ソフィー＝アン・レクラーク   | 計8話出演                           |
| 2011      | ミルドレッド・ピアース 幸せの代償 Mildred Pierce | ヴィーダ・ピアース（17歳〜） | ミニシリーズ 計2話出演              |
| 2016-     | ウエストワールド Westworld                       | ドロレス・アバナーシー       | メイン                              |

### ミュージック・ビデオ
| 公開年 | タイトル                                                 | アーティスト           | 備考 |
| ------ | -------------------------------------------------------- | ---------------------- | ---- |
| 2005   | "ウェイク・ミー・アップ・ホウェン・セプテンバー・エンズ" | グリーン・デイ         |      |
| 2005   | "At the Bottom of Everything"                            | ブライト・アイズ       |      |
| 2007   | "Heart-Shaped Glasses (When the Heart Guides the Hand)"  | マリリン・マンソン     |      |
| 2017   | "Can't Deny My Love"                                     | ブランドン・フラワーズ |      |